# آب‌انبار علی‌آباد
آب‌انبار علی‌آباد مربوط به دوره قاجار است و در شهرستان درمیان، روستای علی‌آباد واقع شده و این اثر در تاریخ ۲۴ فروردین ۱۳۸۲ با شمارهٔ ثبت ۸۲۸۲ به‌عنوان یکی از آثار ملی ایران به ثبت رسیده است.